# L.D. Williams
Larry Demetrius « L.D. » Williams, né le 8 mai 1988, à McKeesport, en Pennsylvanie, est un joueur américain de basket-ball. Il évolue au poste d'arrière.

## Distinctions personnelles
- Vainqueur du concours de dunks du All-Star Game LNB 2012 au palais omnisports de Paris-Bercy.